# Rory Gilmore
Lorelai Leigh Gilmore, más conocida como Rory, es un personaje de la serie Gilmore Girls, interpretado por la actriz estadounidense Alexis Bledel.

## Historia

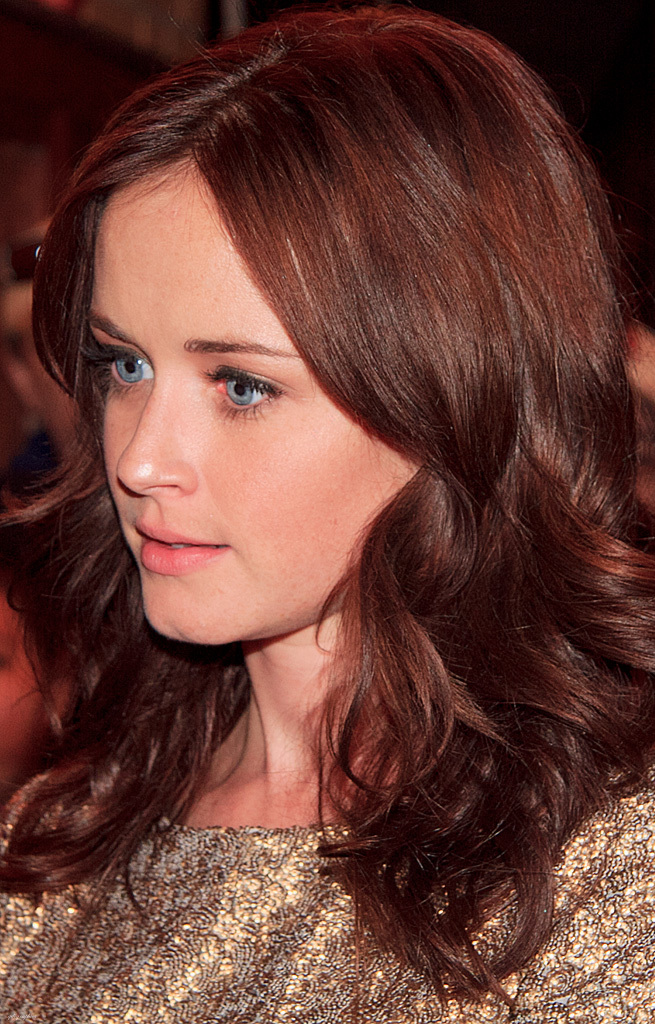
Rory Gilmore fue interpretada por Alexis Bledel

Rory nació el 8 de octubre de 1984 a las 4:03 a. m., cuando sus padres Lorelai Gilmore y Christopher Hayden tenían 16 años. Cuando Lorelai se quedó embarazada de Rory, sus padres Emily y Richard Gilmore, de clase alta, querían que se casara con Christopher. Él estaba de acuerdo, pero Lorelai no quería porque eran muy jóvenes. Como Emily y Richard no apoyaban a Lorelai en su decisión, ella escapo y se mudó a un pequeño pueblo llamado Stars Hollow en Connecticut, una típica ciudad de Nueva Inglaterra. Desde entonces, Lorelai solo veía a sus padres en Navidad y otros festivos.
Pero 16 años después, decidió pedirles ayuda económica a sus padres, para que Rory, una niña inteligente, un poco tímida y con un gran sentido común, entrara en el prestigioso instituto Chilton; ellos aceptaron con una condición: Lorelai y Rory tendrían que ir a cenar cada viernes con ellos.

## Relaciones
Rory iba al instituto de Stars Hollow, donde conoció a Dean Forester, un chico de Chicago que se acababa de mudar al pueblo. Más adelante, Dean se convertiría en su novio durante una temporada y media de la serie, pero cuando todo parecía perfecto en la vida de Rory llegó, Jess Mariano el sobrino de Luke Danes (dueño del restaurante Luckes, donde Rory y su madre comen a diario). Esta relación duró una temporada; al terminar la tercera temporada la relación se acabó, ya que Jess abandona la ciudad en búsqueda de su padre sin decírselo a Rory. Durante la cuarta temporada, Jess apareció en algunos capítulos e incluso llegó a confesarle a Rory que aún la amaba. En la temporada quinta Rory se dio cuenta de los sentimientos que tenía por Dean e incluso perdió su virginidad en su reencuentro, aunque estaba casado y esto les ocasionó muchos problemas (su esposa Linsdey echó de casa a Dean entonces Rory se marchó a Europa con su abuela) Al volver, él estaba arrepentido de haber dejado todo por alguien que ya le había abandonado y que huyó a Europa mientras pasaba todo esto. En el segundo año de universidad, Rory  conoció a Logan Huntzberger, con quien al principio no se llevaba muy bien,pero finalizando la temporada comienzan a salir juntos y por último terminando la relación.

## Yale
Rory soñaba con ir a la Universidad de Harvard pero al final decidió ir a la Universidad de Yale, donde estudio su abuelo. Ella estudió lengua inglesa, estuvo en el periódico de Yale y también  fue directora.
Finalmente, Rory en el capítulo final de la última temporada abandona Stars Hollow al obtener su primer trabajo como periodista, siguiendo la campaña de Barack Obama.

## Parientes
- Lorelai Gilmore (madre).
- Christopher Hayden (padre).
- Georgia "G.G." Tinsdale (medio hermana).
- Emily Gilmore (abuela materna).
- Richard Gilmore (abuelo materno).
- Francie Hayden (abuela paterna).
- Straub Hayden (abuelo paterno).
- Lorelai Gilmore (bisabuela materna)

## Parejas
- Dean Forester (2000-2001 / 2003)
- Jess Mariano (2002)
- Logan Huntzberger (2005-2007)

- Datos: Q1140947